# 寧夏省
寧夏省（ねいか-しょう）は中華民国にかつて設置された省。現在の寧夏回族自治区全域及び内モンゴル自治区の西部に設置されていた。

## 歴史
この地が寧夏と呼ばれるようになったのは1227年元朝により西夏が滅ぼされ、「西夏平定、永遠の安寧」の願いを込め寧夏行省が設置されたことに始まる。明代には寧夏衛が設置されたが、清代には甘粛省の一部分とされた。
辛亥革命により南京国民政府が成立した後も寧夏地区は甘粛省寧夏道が設置され馮玉祥の勢力下に置かれていた。寧夏省の設置は1928年（民国17年）、当時内政部長に就任していた馮系の薛篤弼により甘粛省より寧夏及び青海省を分割設置する案が提出されたことに始まる。内政部は甘粛省の面積が広大かつ漢蒙が雑居する状態であり統治が困難であり、また開発を推進することを目的とするとその分割設置案の理由を述べている。同年10月17日、国民党中央政治会議159次会議で寧夏省の設置が正式に決定、行政区域は甘粛省寧夏道が管轄する8県及び寧夏軍使管轄地とされ、1929年（民国18年）1月1日、寧夏省が成立、省会は寧夏県に設置された。
1945年8月、省会は銀川市に移転、1市13県2設治局を管轄し、また管轄区域にはモンゴル2旗が設置されていた。
1949年9月23日、共産党軍は銀川市を「解放」、中華人民共和国が成立すると寧夏省は廃止され甘粛省の所管とされたが、1958年旧寧夏省南部20％の地域に寧夏回族自治区が、北部80％は内モンゴル自治区阿拉善和碩特特別旗と額済納旧土爾扈特特別旗（現在のアルシャー盟)が設置された。

## 行政区画
下部行政区画は下記の通り。
- 市
  - 銀川市
- 県
  - 永寧県
  - 塩池県
  - 賀蘭県
  - 金積県
  - 恵農県
  - 中衛県
  - 中寧県
  - 磴口県
  - 同心県
  - 陶楽県
  - 寧朔県
  - 平羅県
  - 霊武県
- 設治局
  - 居延設治局
  - 紫湖設治局
- 旗
  - 阿拉善額魯特旗
  - 鄂爾多斯右翼中旗